# Подберезье (Волынская область)
Подбере́зье (укр. Підбереззя) — село в Гороховской городской общине Луцкого района Волынской области Украины.
До 2020 года входило в Гороховский район.
Код КОАТУУ — 0720886201. Население по переписи 2001 года составляет 1020 человек. Почтовый индекс — 45730. Телефонный код — 803379. Занимает площадь 22,7 км².